# Volta à Polónia de 2013
A 70ª edição da Volta à Polónia disputou-se entre 27 de julho e 3 de agosto de 2013, com um percurso de 1 227 km distribuídos em sete etapas, com início em Rovereto (Itália) e final em Cracóvia.
A carreira fez parte do calendário UCI World Tour de 2013.
Além de começar na Itália, com as duas primeiras etapas nesse país, apresenta um percurso inovador quanto à sua dureza com 4 etapas de alta montanha e uma contrarrelógio longa, quando habitualmente tem tido um traçado onde predominava o terreno rompe pernas e a média-montanha sem contrarrelógio. Por outra parte será a primeira carreira na que a modo experimental aplicar-se-á uma redução de corredores por equipa de 8 (nas Grandes Voltas são 9 e no Tour Down Under 7) a 6 se introduzindo, também, bonificações por tempo em alguns passos de montanha e em outros pontos sem determinar.
O ganhador final foi Pieter Weening depois de ficar sexto na contrarrelógio final. Le acompanharam no pódio Íon Izagirre e Christophe Riblon (vencedor de uma etapa), respectivamente.
Nas classificações secundárias impuseram-se Tomasz Marczynski (montanha), Rafał Majka (pontos), Bartosz Huzarski (sprints) e RadioShack Leopard (equipas).

## Equipas participantes
Tomaram parte na carreira 23 equipas: 19 de categoria UCI Pro Team (ao ser obrigada a sua participação); mais 4 de categoria Profissional Continental mediante convite da organização (CCC Polsat Polkowice, Colombia e Team NetApp-Endura); e uma selecção da Polónia (com corredores de equipas dos Circuitos Continentais UCI) baixo o nome de Reprezentacja Polski. Formando assim um pelotão de 138 corredores, com 6 ciclistas a cada equipa, dos que acabaram 109. As equipas participantes foram:
| Equipa                           | Cód. UCI | Categoria                | Chefe de bichas              |
| -------------------------------- | -------- | ------------------------ | ---------------------------- |
| Astana Pro Team                  | AST      | UCI Pro Team             | Vincenzo Nibali              |
| Omega Pharma-Quick Step          | OPQ      | UCI Pro Team             | Gianluca Brambilla           |
| Lampre-Merida                    | LAM      | UCI Pro Team             | Michele Scarponi             |
| Sky Procycling                   | SKY      | UCI Pro Team             | Sergio Henao Bradley Wiggins |
| BMC Racing Team                  | BMC      | UCI Pro Team             | Thor Hushovd                 |
| Team Saxo-Tinkoff                | TST      | UCI Pro Team             | Rafał Majka                  |
| Cannondale Pro Cycling           | CAN      | UCI Pro Team             | Ivan Basso                   |
| Katusha                          | KAT      | UCI Pro Team             | Simon Špilak                 |
| RadioShack Leopard               | RNT      | UCI Pro Team             | Fabian Cancellara            |
| Belkin-Pro Cycling Team          | BEL      | UCI Pro Team             | Steven Kruijswijk            |
| Garmin Sharp                     | GRS      | UCI Pro Team             | Thomas Dekker                |
| Movistar Team                    | MOV      | UCI Pro Team             | Giovanni Visconti            |
| Euskaltel Euskadi                | EUS      | UCI Pro Team             | Íon Izagirre                 |
| Orica GreenEDGE                  | OGE      | UCI Pro Team             | Pieter Weening               |
| Team Argos-Shimano               | ARG      | UCI Pro Team             | Reinardt Janse van Rensburg  |
| Vacansoleil-DCM Pro Cycling Team | VCD      | UCI Pro Team             | Grega Bole                   |
| Lotto Belisol                    | LTB      | UCI Pro Team             | Jelle Vanendert              |
| AG2R La Mondiale                 | ALM      | UCI Pro Team             | Domenico Pozzovivo           |
| Fdj.fr                           | FDJ      | UCI Pro Team             | Sandy Casar                  |
| Team NetApp-Endura               | TNE      | Profissional Continental | Bartosz Huzarski             |
| Colombia                         | COL      | Profissional Continental | Darwin Atapuma               |
| CCC Polsat Polkowice             | CCC      | Profissional Continental | Davide Rebellin              |
| Reprezentacja Polski             |          | Selecção nacional        | Łukasz Bodnar                |

## Etapas
| Etapa | Data        | Percurso                                                  | km       | Ganhador                 | Líder                    |
| ----- | ----------- | --------------------------------------------------------- | -------- | ------------------------ | ------------------------ |
| 1ª    | 27 de julho | Rovereto- Madonna di Campiglio                            | 184,5    | Diego Ulissi             | Diego Ulissi             |
| 2ª    | 28 de julho | Marilleva Val di Sole- Passo Pordoi                       | 195,5    | Christophe Riblon        | Rafał Majka              |
| 3ª    | 30 de julho | Cracóvia-Rzeszów                                          | 226      | Thor Hushovd             | Rafał Majka              |
| 4ª    | 31 de julho | Tarnów-Katowice                                           | 231,5    | Taylor Phinney           | Rafał Majka              |
| 5ª    | 1 de agosto | Nowy Targ-Zakopane                                        | 163,5    | Thor Hushovd             | Íon Izagirre             |
| 6ª    | 2 de agosto | Bukowina Tatrzańska (Terma Hotel Spa)-Bukowina Tatrzańska | 192      | Darwin Atapuma           | Christophe Riblon        |
| 7ª    | 3 de agosto | Wieliczka-Cracóvia                                        | 37 (CRI) | Bradley Wiggins          | Pieter Weening           |
|       | Total       | Total                                                     | 1.227    | Ganhador: Pieter Weening | Ganhador: Pieter Weening |

## Classificações finais

### Classificação geral
| Posição | Ciclista             | Equipa            | Tempo            |
| ------- | -------------------- | ----------------- | ---------------- |
|         | Pieter Weening       | Orica GreenEDGE   | 31 h 58 min 07 s |
| 2       | Íon Izagirre         | Euskaltel Euskadi | a 13 s           |
| 3       | Christophe Riblon    | AG2R La Mondiale  | a 16 s           |
| 4       | Rafał Majka          | Saxo-Tinkoff      | a 26 s           |
| 5       | Sergio Henao         | Sky               | a 51 s           |
| 6       | Eros Capecchi        | Movistar          | m.t.             |
| 7       | Domenico Pozzovivo   | AG2R La Mondiale  | a 1 min 14 s     |
| 8       | Ivan Basso           | Cannondale        | a 1 min 38 s     |
| 9       | Tanel Kangert        | Astana            | a 2 min 35 s     |
| 10      | Chris Anker Sørensen | Saxo-Tinkoff      | a 2 min 50 s     |

### Classificação da montanha
| Posição | Ciclista          | Equipa           | Pontos |
| ------- | ----------------- | ---------------- | ------ |
|         | Tomasz Marczynski | Vacansoleil-DCM  | 86     |
| 2       | Darwin Atapuma    | Colombia         | 64     |
| 3       | Bartosz Huzarski  | NetApp-Endura    | 58     |
| 4       | Sylvester Szmyd   | Movistar         | 23     |
| 5       | Christophe Riblon | AG2R La Mondiale | 20     |

### Classificação por pontos
| Posição | Ciclista          | Equipa            | Pontos |
| ------- | ----------------- | ----------------- | ------ |
|         | Rafał Majka       | Saxo-Tinkoff      | 68     |
| 2       | Íon Izagirre      | Euskaltel Euskadi | 66     |
| 3       | Christophe Riblon | AG2R La Mondiale  | 65     |
| 4       | Pieter Weening    | Orica GreenEDGE   | 62     |
| 5       | Sergio Henao      | Sky               | 56     |

### Classificação dos sprints
| Posição | Ciclista            | Equipa               | Pontos |
| ------- | ------------------- | -------------------- | ------ |
|         | Bartosz Huzarski    | NetApp-Endura        | 13     |
| 2       | Ángel Madrazo       | Movistar             | 7      |
| 3       | Bartłomiej Matysiak | CCC Polsat Polkowice | 6      |
| 4       | Mathias Frank       | BMC Racing           | 3      |
| 5       | Paweł Cieślik       | Reprezentacja Polski | 3      |

### Classificação por equipas
| Posição | Equipa             | Tempo            |
| ------- | ------------------ | ---------------- |
|         | Radioshack Leopard | 95 h 58 min 50 s |
| 2       | Cannondale         | a 19 min 41 s    |
| 3       | Saxo-Tinkoff       | a 26 min 22 s    |
| 4       | AG2R La Mondiale   | a 31 min 14 s    |
| 5       | BMC Racing         | a 35 min 28 s    |

## Evolução das classificações
| Etapa (Vencedor)                 | Classificação geral Żoułta koszulka | Classificação da montanha Klasyfikacja górska | Classificação por pontos Klasyfikacja punktowa | Classificação dos sprints Klasyfikacja najaktywniejszych | Classificação por equipas Klasyfikacja drużynowa |
| -------------------------------- | ----------------------------------- | --------------------------------------------- | ---------------------------------------------- | -------------------------------------------------------- | ------------------------------------------------ |
| 1ª etapa (Diego Ulissi)          | Diego Ulissi                        | Bartosz Huzarski                              | Diego Ulissi                                   | Bartosz Huzarski                                         | RadioShack Leopard                               |
| 2ª etapa (Christophe Riblon)     | Rafał Majka                         | Thomas Rohregger                              | Rafał Majka                                    | Bartosz Huzarski                                         | RadioShack Leopard                               |
| 3ª etapa (Thor Hushovd)          | Rafał Majka                         | Thomas Rohregger                              | Rafał Majka                                    | Bartosz Huzarski                                         | RadioShack Leopard                               |
| 4ª etapa (Taylor Phinney)        | Rafał Majka                         | Thomas Rohregger                              | Steele Von Hoff                                | Bartosz Huzarski                                         | RadioShack Leopard                               |
| 5ª etapa (Thor Hushovd)          | Íon Izagirre                        | Tomasz Marczynski                             | Thor Hushovd                                   | Bartosz Huzarski                                         | RadioShack Leopard                               |
| 6ª etapa (Darwin Atapuma)        | Christophe Riblon                   | Tomasz Marczynski                             | Christophe Riblon                              | Bartosz Huzarski                                         | RadioShack Leopard                               |
| 7ª etapa (CRI) (Bradley Wiggins) | Pieter Weening                      | Tomasz Marczynski                             | Rafał Majka                                    | Bartosz Huzarski                                         | RadioShack Leopard                               |
| Final                            | Pieter Weening                      | Tomasz Marczynski                             | Rafał Majka                                    | Bartosz Huzarski                                         | RadioShack Leopard                               |